# Innenstadt/Jungbusch
Innenstadt/Jungbusch ist ein Stadtbezirk von Mannheim, bestehend aus dem Stadtteil Innenstadt und dem Stadtteil Jungbusch. Da die historische Innenstadt in Häuserblöcken statt in Straßenzügen angelegt ist, hat sie bzw. die gesamte Stadt Mannheim den Beinamen Quadratestadt.

## Geographie

### Geographische Lage
Der Stadtbezirk (Kennnummer 01) liegt zentral im Stadtgebiet und an der Mündung des Neckars in den Rhein. Der Bezirk grenzt im Norden an den Stadtbezirk Neckarstadt-West (Kennnummer 02), im Osten an Schwetzingerstadt/Oststadt (Kennnummer 04) und im Süden an Lindenhof (Kennnummer 05). Der Rhein bildet im Westen die Grenze zu Rheinland-Pfalz mit der Nachbarstadt Ludwigshafen am Rhein.

### Gliederung

#### Ehemalige Statistische Bezirke
Vor 2020 war der Stadtbezirk Innenstadt/Mannheim in folgende sieben statistische Bezirke gegliedert:
Westliche Oberstadt (0101): Die Westliche Oberstadt grenzte an den Planken an die Westliche Unterstadt, an der Kurpfalzstraße (Breite Straße) an die Östliche Oberstadt, im Süden an das Schloßgebiet, im Westen am Parkring an Mühlau und den Jungbusch.
Westliche Unterstadt (0102): Die Westliche Unterstadt grenzte an den Planken an die Westliche Oberstadt, an der Breiten Straße an die Östliche Unterstadt und am Luisenring an den Jungbusch. Volkstümlich wird der Westlichen Unterstadt – oder, je nach Definitionsrahmen, ein bestimmter Teil in diesem Bezirk – heute noch als „die Filsbach“ bezeichnet, wenngleich dieser Begriff offiziell keine Verwendung findet.
Östliche Oberstadt (0103): Zu Schwetzingerstadt/Oststadt (Oststadt-Süd und Schwetzingerstadt-West) war der Kaiserring Grenze, im Süden zum Schloßgebiet die Bismarckstraße und im Westen die Breite Straße zur Westlichen Oberstadt.
Östliche Unterstadt (0104): Grenze zu Schwetzingerstadt/Oststadt (Oststadt-Nord) war der Friedrichsring, im Süden grenzte sie an den Planken an die Östliche Oberstadt und an der Breiten Straße zur Westlichen Unterstadt.
Schloßgebiet (0105): Das Schloßgebiet grenzte im Osten an Schwetzingerstadt/Oststadt (Schwetzingerstadt-West), im Norden mit der Bismarckstraße an die Westliche und die Östliche Oberstadt, im Süden an Lindenhof (Lindenhof-West) und im Westen an Mühlau.
Jungbusch (0106): Der Bezirk Jungbusch grenzte an Neckar und Kurpfalzbrücke an die Neckarstadt-West und Schwetzingerstadt/Oststadt (Oststadt-Nord), am Luisenring an die Westliche Unterstadt, am Parkring an die Westliche Oberstadt sowie im Westen an Mühlau.
Mühlau (0107): Mühlau grenzte am Neckar an die Neckarstadt-West (Bezirke Friesenheimer Insel und Neckarstadt-West), an den Jungbusch, am Parkring an die Westliche Oberstadt, an das Schloßgebiet, an der Konrad-Adenauer-Brücke an Lindenhof (Lindenhof-West) sowie am Rhein an Rheinland-Pfalz (Ludwigshafen am Rhein).

#### Stadtteile seit 2020
Seit 1. Januar 2020 ist eine neue Stadtteilgliederung in Kraft. Der Stadtbezirk unterteilt sich heute in zwei Stadtteile:
Innenstadt (011) : Die Innenstadt umfassen die ehemaligen statistischen Bezirke Westliche Oberstadt, Westliche Unterstadt, Östliche Oberstadt und Östliche Unterstadt und Schloßgebiet. Der Stadtteil grenzt an die Oststadt (041) und Schwetzingerstadt (042) im Osten, an den Lindenhof (050) im Süden und den Jungbusch (012) im Westen.
Jungbusch (012): Der Jungbusch grenzt an die Stadtteile Neckarstadt-West (020) im Norden und der Innenstadt (011) im Osten. Mühlau wird seit der Neugliederung diesem Stadtteil zugeordnet. Südwestlich wird der Stadtteil Jungbusch durch den Rhein begrenzt.

## Geschichte
Die Innenstadt ist nicht nur Zentrum des heutigen Mannheims – hier liegen auch die Wurzeln der Stadt. Ein gewisser „Manno“ gründete auf dem Gebiet zwischen Rhein und Neckar ein Fischerdorf und wegen seiner besonderen Lage wurde das Dorf 1606 mit dem Bau der Festung Friedrichsburg kurfürstliche Residenz. Mit der Gründung der Stadt Mannheim ein Jahr später wurden die Straßenverläufe so geplant, dass das heute weithin bekannte Schachbrett mit den 144 Quadraten entstand. Am Rande dieses Schachbretts liegt das Mannheimer Schloss, das mit 440 Metern Länge eine der größten Feudalbauten Europas ist. Inzwischen hat die Universität ihren Hauptsitz im Schloss.
Der Jungbusch ist 1870 durch die gründerzeitliche Erweiterung der Stadt entstanden. Bis ins 19. Jahrhundert hinein wohnten im Handelshafengebiet Kaufleute, Reeder und Kapitäne. Sackträger („Sackbatscher“ genannt) prägten das Straßenbild auf dem früher „Pestbuckel“ genannten Hügel. Die umgangssprachliche Bezeichnung erinnert an den hier einst gelegenen Friedhof, auf dem im Pestjahr 1666/1667 Tausende von Opfern unabhängig von der Konfession beerdigt wurden.
Den Bereich nordwestlich der Innenstadt, im Winkel zwischen Rhein und Neckar, füllte die Insel Mühlau aus. Ältere Karten zeigen eine Doppelinsel, später waren beide Hälften verbunden und nur noch durch einen schmalen Wassergraben getrennt. Vom Festland war die Mühlau durch einen zum Neckar führenden Nebenarm des Rheins, den sogenannten Kleinen Rhein, getrennt. Auf der Mühlau ließ Lemle Moses 1712 ein Mustergut für Obst und Viehzucht errichten, etwa 1730 entstand dort das Mühlauschlösschen. Im 19. Jahrhundert war die Insel ein beliebtes Naherholungsgebiet des Bürgertums der Stadt. Mit der Anlage eines provisorischen Freihafens 1828 im Eingangsbereich zum Kleinen Rhein begann die Umwandlung des gesamten Gebietes zum heutigen Handelshafen. Es folgten 1840 der Bau des Neuen Mannheimer Hafens, bestehend aus zwei aneinandergrenzenden Becken, des Mühlauhafens 1875 sowie der beiden Becken des Binnenhafens 1887. Von den genannten besteht heute nur noch das Becken des Mühlauhafens, außerdem der nördliche Teil des ehemaligen Kleinen Rheins, der zum sogenannten Verbindungskanal ausgebaut ist.

## Religion

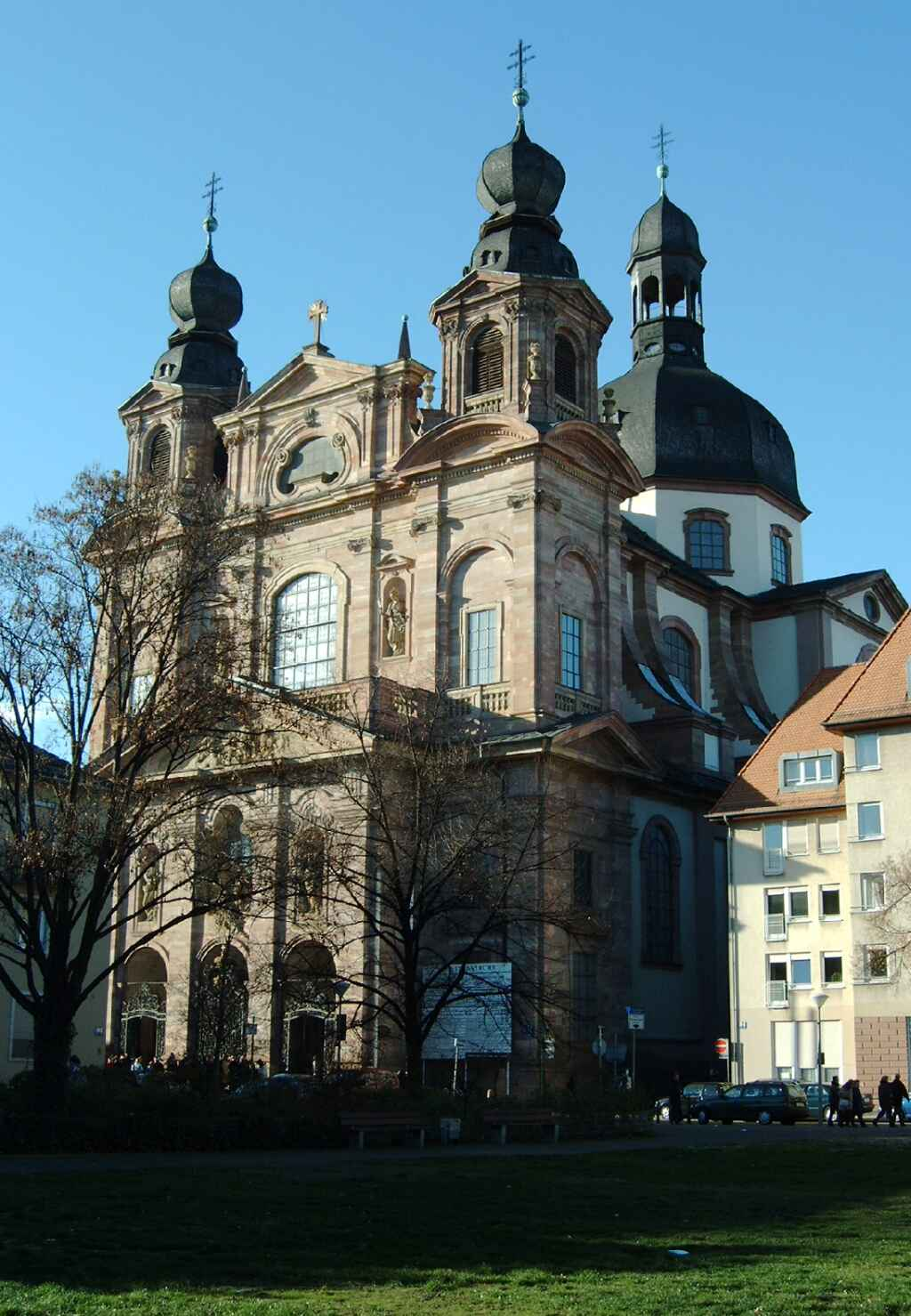
Jesuitenkirche

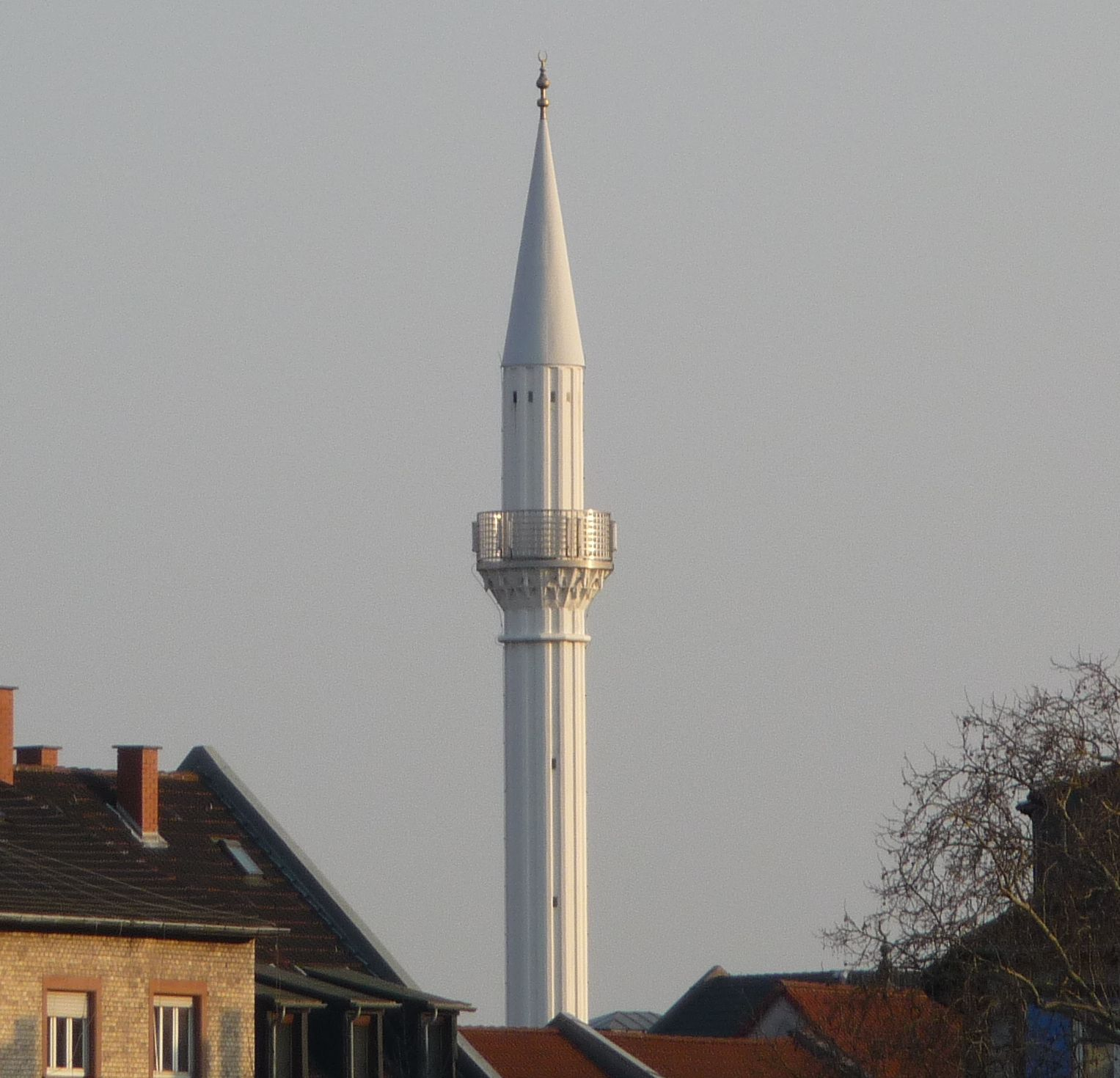
Minarett der Yavuz-Sultan-Selim-Moschee

Im Stadtbezirk befinden sich acht Kirchen: die katholische Jesuitenkirche, die katholische Kirche St. Sebastian am Marktplatz, das älteste erhaltene Gebäude der Innenstadt, die katholische Spitalkirche; die altkatholische Schlosskirche; die evangelische Konkordienkirche, die evangelische Trinitatiskirche, die nach dem Zweiten Weltkrieg ein modernes Gebäude bekam sowie die katholische Liebfrauenkirche und die evangelische Hafenkirche im Jungbusch. Es bestehen vier Moscheen, von denen die Yavuz-Sultan-Selim-Moschee im Jungbusch vom Zeitpunkt ihrer Eröffnung 1995 bis 2008 die größte Moschee Deutschlands war, sowie eine Synagoge.
7295 Einwohner des Bezirks sind Katholiken (23,3 %), 4481 sind evangelisch (14,3 %) und 19.510 sind einer anderen oder keiner Religionsgemeinschaft („keine Angabe“) (62,4 %) zugehörig.

## Sport
Das Eisstadion am Friedrichspark war bis 2005 Spielort des Eishockeyvereins Adler Mannheim (ehemals Mannheimer ERC) und dient heute unter anderem Inlinehockeyvereinen als Spielstätte. Im Jungbusch wurde eine neue Halle, die Jungbuschhalle plus X gebaut, die auch für Sport genutzt wird. Sportverein des Stadtteils ist die DJK Jungbusch.

## Stadtteilleben
Als einer der wenigen Stadtteile Mannheims im Zweiten Weltkrieg unzerstört, unterliegt der Jungbusch seit einigen Jahren einem Wandlungsprozess. Das frühere Arbeiter- und Rotlichtviertel wird durch eine beginnende Gentrifizierung ein multikulturell geprägtes, quirliges Szeneviertel. Ehemalige Lagerhallen und Industrieanlagen werden Wohnräume. Durch die Mischung aus Galerien, Studentenwohnheimen, Szenetreffs und Einrichtungen wie der Popakademie und dem Musikpark wird der Stadtteil vor allem am Wochenende ausgesprochen lebendig. Studierende, junge Familien und in erster Linie Arbeiter – mit 72 Prozent hat der Jungbusch immer noch die höchste Arbeiterquote in Mannheim – wohnen hier gut nachbarschaftlich, dicht beieinander. Ein installiertes Quartiermanagement unterstützt und fördert diese Entwicklung.
Auch die Innenstadt ist multikulturell geprägt: 150 Nationen leben hier zusammen. Ein hohes Maß an Toleranz und Weltoffenheit kennzeichnet die Mannheimer, was symbolisch dadurch deutlich wird, dass in der Innenstadt eine Moschee, eine Kirche und eine Synagoge in unmittelbarer Nachbarschaft stehen. Durch die vielen Altbauten und Hinterhöfe ist die Innenstadt gerade bei jungen Menschen sehr beliebt und einige junge Familien haben in Gemeinschaftsarbeit aus einem Hinterhof einen Spielplatz gemacht. Der Schillerplatz im Quadrat B 3 hat sich inzwischen zu einer regelrechten Piazza entwickelt, wo sich an sonnigen Tagen viele Mannheimer treffen. Naherholung ermöglicht die Rheinpromenade hinter dem Schloss.

## Wirtschaft und Kultur
Die Mannheimer City ist der bedeutendste Einzelhandelsstandort in der Metropolregion. So findet sich hier zum Beispiel das größte Sporthaus Deutschlands. Mannheim ist außerdem die Stadt der kurzen Wege: Arztpraxen, universitäre Einrichtungen, Geschäfte, Banken, Ämter und vieles mehr liegen innerhalb von 3,5 Quadratkilometern. In kultureller Hinsicht bieten die Quadrate neben den Reiss-Engelhorn-Museen, die vor allem in den Bereichen Archäologie, Weltkulturen und Fotografie zu den bedeutendsten Museen in Deutschland und Europa zählen, auch die Klapsmühl, ein beliebtes Kabarett- und Comedytheater mit Tradition.
Den Rahmen für die Entwicklung in der Innenstadt bietet das Entwicklungskonzept Innenstadt, das in einem kontinuierlichen Diskussions- und Planungsprozess in den letzten Jahren gemeinsam entwickelt wurde.
Der Bereich des Handelshafens als heute einer von vier getrennten Teilen des Mannheimer Hafens dient vollständig dem Güterumschlag sowie der Ansiedlung hafenaffinen Gewerbes. Der an den Jungbusch angrenzende Streifen östlich des Verbindungskanals, entlang der Hafenstraße, ist mittlerweile als Mischgebiet ausgewiesen, dort befindet sich unter anderem die Popakademie.